# Чалий Сергій Федорович
Чалий Сергій Федорович — український фахівець у галузі інформаційних технологій, професор кафедри інформаційних управляючих систем Харківського національного університету радіоелектроніки, доктор технічних наук (2008), член Асоціації випускників Харківського національного університету радіоелектроніки.

## Біографія
Сергій Чалий закінчив Харківський інститут радіоелектроніки у 1986 році. Він отримав спеціальність інженер-системотехнік.
1992 року він захистив кандидатську дисертацію на базі Харківського технічного університету радіоелектроніки за спеціальністю «Управління в технічних системах».
У період з 1993 до 1995 року працював на кафедрі технічної кібернетики спочатку на посаді старшого викладача, а згодом — доцента.
Упродовж 2001—2005 років працював заступником директора інституту комп'ютерних та інформаційних технологій.
Від 2007 року він працює професором кафедри інформаційних управляючих систем.
2008 року ним була захищена докторська дисертація з автоматизованого управління бізнес-процесами.

## Наукова робота
Його дослідження безпосередньо пов'язані з розробками моделей, методів і технологій автоматизованого управління бізнес-процесами в умовах неконтрольованих зовнішніх збурень.

## Творчий доробок
Сергій Чалий є автором понад 100 праць, насамперед:
- Чалый С. Ф., Левыкин И. В. Методы, модели и информационные технологии процессного управления полиграфическим производством: монографія. / С. Ф. Чалый, И. В. Левыкин // Харьков: ФОП Панов А. М., 2017. — 257 с.
- Чалий В. П. Гносеологічні корені «кризи» в сучасній метрології на пострадянському просторі/ Чалий В. П., С. Ф. Чалый// Системи обробки інформації. –Х.:ХУПС, 2015. — Вип.2 (127). — С. 13-16.
- Чалый С. Ф. Извлечение прецедентов с использованием технологии интеллектуального анализа процессов / С. Ф. Чалый, И. Б. Буцукина // Системи обробки інформації. — 2015. — Вип. 9. — С. 79-82.
- Чалый С. Ф. Темпорально-объектные модели события и процесса в задачах моделирования рассуждений на основе прецедентов/ С. Ф. Чалый, И. Б. Прибыльнова//Уральский научный вестник. — 2015. -№ 19 (150). — С. 71-75.
- Чалый С. Ф. Левыкин И. В. Разработка обобщенной процессной модели прецедента, метода его формирования и использования. Управляющие системы и машины. — УСиМ, 2016. — № 3. — С. 42–52.
- Чалий С. Ф. Метод адаптивного процесного управління на основі прецедентного підходу/ С. Ф. Чалий, І. В. Левикін//Наукоємні технології № 4 (32), 2016 — С. 410—414.